# سيرجيو روجاس
سيرجيو روجاس (بالإسبانية: Sergio Rojas)‏ هو لاعب كرة قدم أرجنتيني، ولد في 22 نوفمبر 1973 في بوينس آيرس في الأرجنتين. لعب مع نادي تور ونادي رويال شارلروا ونادي غرونوبل.

## وصلات خارجية
- سيرجيو روجاس على موقع رابطة كرة القدم الفرنسية للمحترفين (الإنجليزية)
- سيرجيو روجاس على موقع قاعدة بيانات كرة القدم.إي يو (الإنجليزية)